# Mělník (distrito)
Mělník é um distrito da República Checa na região de Boémia Central, com uma área de 701 km² com uma população de 104.784 habitantes (2009) e com uma densidade populacional de 149 hab/km².

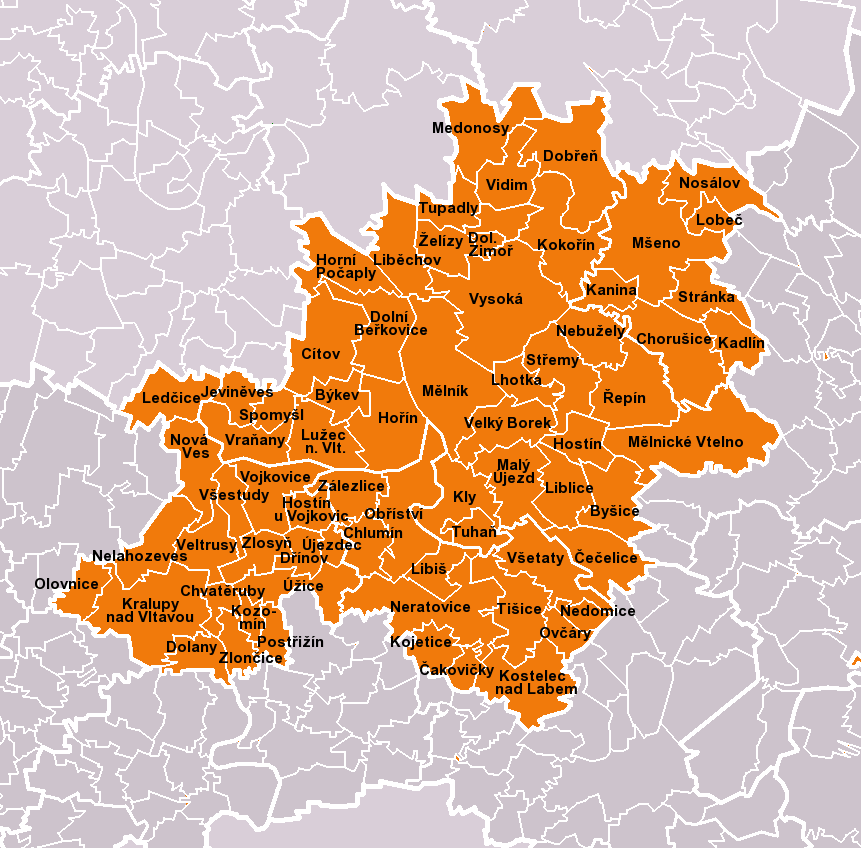